# (30306) Frigyesriesz
(30306) Frigyesriesz est un astéroïde de la ceinture principale.

## Description
(30306) Frigyesriesz est un astéroïde de la ceinture principale. Il fut découvert le 2 mai 2000 à Prescott (Arizona) par Paul G. Comba. Il présente une orbite caractérisée par un demi-grand axe de 2,53 UA, une excentricité de 0,03 et une inclinaison de 2,0° par rapport à l'écliptique.

## Compléments